# Rieden ZH

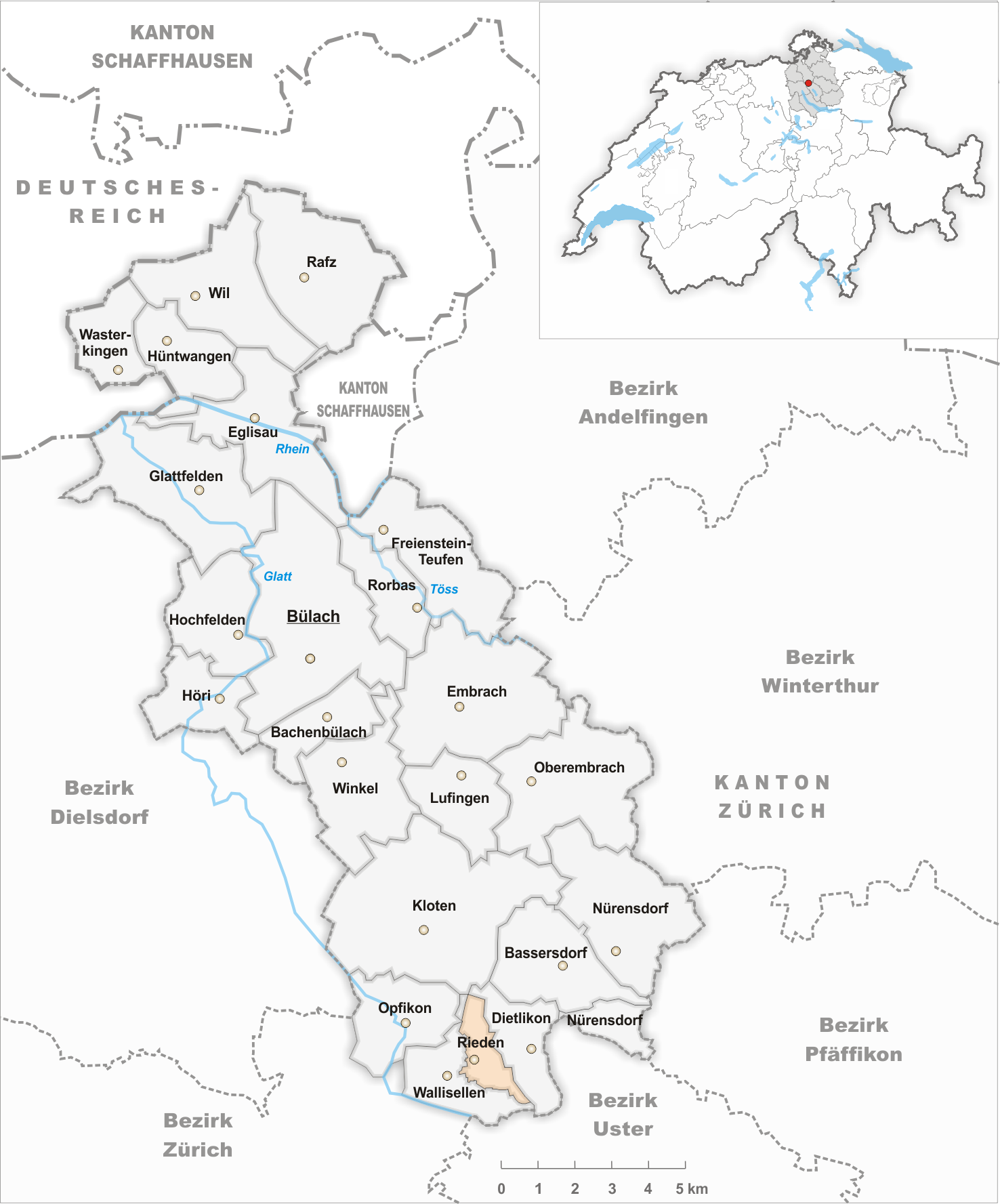
Gemeindestand vor der Fusion am 1. Januar 1916

Rieden ist ein Ortsteil der Gemeinde Wallisellen, Bezirk Bülach, im Schweizer Kanton Zürich.

## Ortsname
Der Ortsname geht entweder auf althochdeutsch (h)riot ‹Schilfgras› (vgl. schweizerdeutsch Riet, Ried) oder vielleicht auf das allerdings unbelegte althochdeutsche (h)riod ‹Rodung› zurück.

## Geschichte

Luftbild (1953)

Rieden, ursprünglich zur Grafschaft Kyburg gehörig, kam 1424/52 hochgerichtlich und 1489 auch niedergerichtlich an den Stadtstaat Zürich. Von 1831 bis zur Fusion mit der grösseren Nachbargemeinde Wallisellen am 1. Januar 1916 bildete der Ort eine selbständige politische Gemeinde.
Von 1724 bis 1827 betrieb die Familie Kuhn in Rieden eine Ofenmalerei.
Der heutige freistehende Uhrturm, das Wahrzeichen Riedens, wurde 1866 erbaut und steht an der Stelle einer 1370 erstmals erwähnten, nach der Reformation profanierten Nikolauskapelle.

## Wappen
Blasonierung:
In Rot auf grünem Kleeblatt mit 3 Blättern ein weisser Rüde mit gelbem Halsband
Das Wappen bzw. die damit identische Flagge wird heute an Festanlässen sowie von örtlichen Vereinen wie dem Männerchor, dem Schiessverein und dem Radfahrerverein verwendet.
Das Wappentier beruht auf einer volksetymologischen Umdeutung von Riet/Ried als Rüde ‹männlicher Haushund›.

## Persönlichkeiten
- Rudolf Maurer (1872–1963), Politiker